# 有岡城の戦い
有岡城の戦い（ありおかじょうのたたかい）は、天正6年（1578年）7月から翌天正7年（1579年）10月19日にかけて行われた籠城戦。織田信長に帰属していた荒木村重が突然謀反を起こしたことに端を発する。伊丹城の戦いとも呼ばれている。

## 開戦の経緯
天正6年（1578年）7月、三木合戦に参戦し、羽柴秀吉の軍に属していた荒木村重は戦線を離脱し、居城であった有岡城（伊丹城）に帰城、織田信長に対して謀反を起こした。

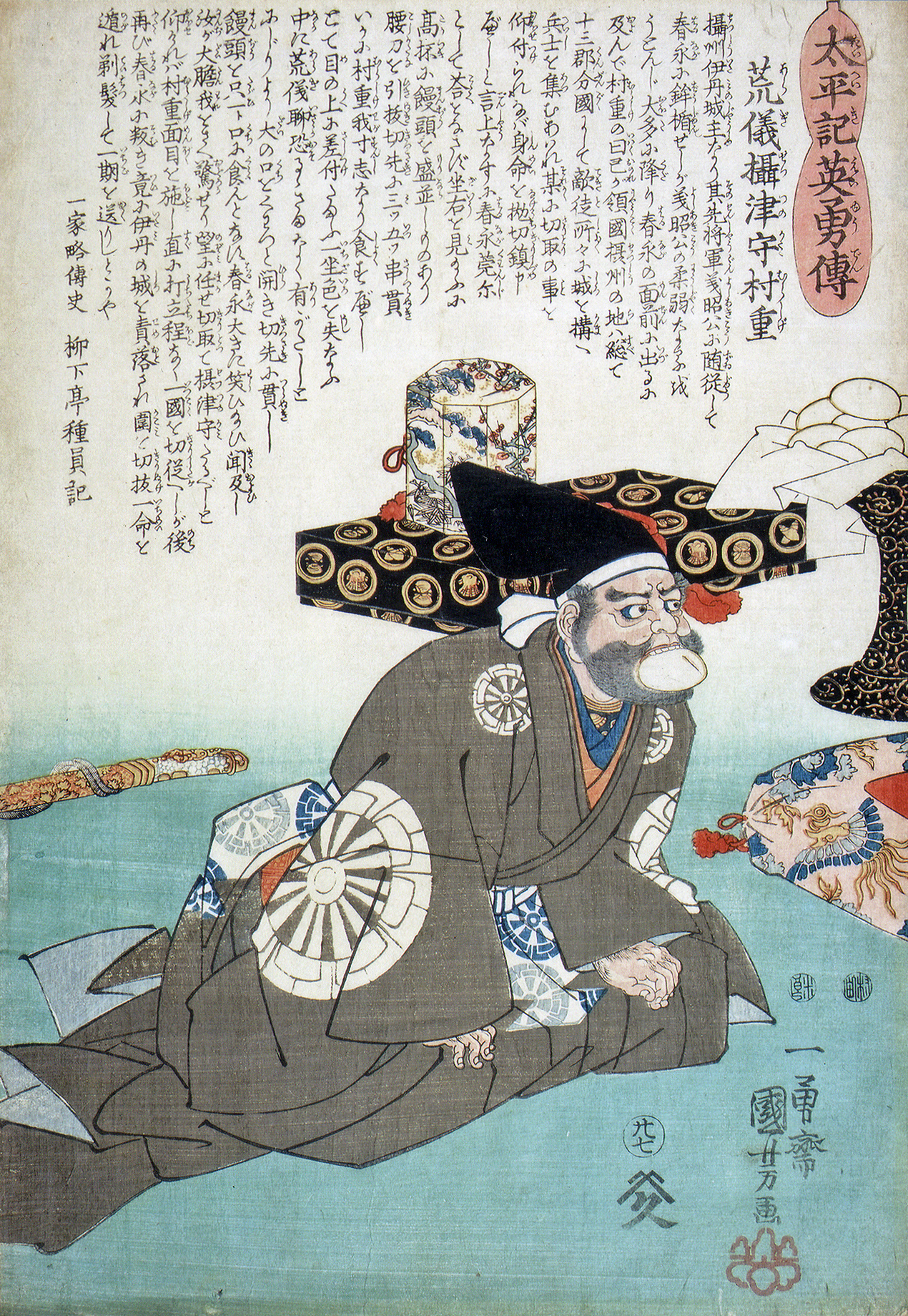
荒木村重錦絵図/伊丹市立博物館蔵

荒木村重の謀反に驚いた信長は、その糾明の使者として、明智光秀、松井友閑、万見重元を有岡城に派遣した。光秀の娘は村重の嫡男・荒木村次の妻となっていたため、親戚の縁で選ばれたと考えられている。これを聞いた高槻城の高山右近も有岡城へ説得に向かい、村重が信長から受けた恩義や、信長に勝つのは不可能なこと、敗北した際には厳罰が下るであろうことを説いた。右近はまた、彼らの疑念を解くために、すでに村重に2名の人質を差し出していたにもかかわらず、さらに長男まで人質として預けた。
村重は一旦はこれらの説得を聞き入れ、母親を人質に釈明すべく、息子と共に安土城へ向かった。しかし、道中の茨木城に立ち寄った際、家臣から通達を受ける。『立入左京亮入道隆佐記』によると「安土城に出向くのはもってのほか、安土城に行って切腹させられるより、摂津国で一戦に及ぶべき」と中川清秀に引き止められたとしている。フロイスの「日本史」によると、村重の家臣らは「自分たちは信長につく気はなく、ただちに引き返してこない場合、他の者を領主とする」と言ってきたという。これを受け、村重は不本意ながらも有岡城へ戻り、信長への逆意を明らかにした。
信長と対決するにあたり、村重は足利義昭、毛利輝元、顕如のもとに人質と誓書を差し出し、同盟を誓った。『本願寺文章』によると顕如への誓書として、
1. 本願寺と一味の上は善悪については相談、入魂にすること。本願寺の要求には承諾すること。織田信長を倒し、天下の形勢がどのようになろうとも、本願寺は荒木を見捨てないこと
2. 知行については本願寺は口出ししない。また本願寺の知行分については異存はない。百姓門徒については荒木が支配すること。本願寺は干渉しない
3. 摂津国の事は申すに及ばず、所望の国々の知行の件についても本願寺は手出ししない。公儀及び毛利にたいして忠節をつくすので、望みを任せるように本願寺は最善をつくす。また荒木と戦っている牢人門徒は本願寺がやめさせる

とした。また、村次の妻となっていた光秀の娘は離別させ光秀の元に帰らせた。この報に接した信長は福富直勝（秀勝）、佐久間信盛を派遣し、更に同年11月3日に二条新御所に移り、光秀、松井友閑、羽柴秀吉を有岡城に向かわせた。村重はこれに対して野心はないと答えたが、人質に母親を差し出せとの信長の命に従わず、交渉は決裂した。この後小寺孝隆（黒田孝高）が単身有岡城に来城したが、そのまま村重によって幽閉された。同盟関係にあった小寺政職の手前、捕えて牢獄に閉じ込めてしまったのではないかと思われている。

### 謀反の原因
田中義成は謀反の原因は信長の部下に対する苛酷な態度にあったのではないかとしている。『陰徳記』によると石山合戦で信長と交戦中の石山本願寺へ毛利勢と通じた村重が兵糧を密かに搬入したとの噂が流れたり、信長の命により石山本願寺に和睦の交渉役として出向いた時に、城内の困窮ぶりを目のあたりにし、交渉を有利にすすめるために単独で米100石を提供したという説や、『武功夜話』では神吉城の攻城戦で城内の内通者であった神吉貞光（藤太夫）は村重と旧知の間であったため、落城後羽柴秀吉は貞光の助命を許した。しかし、貞光は直後に別所長治のもとに走って羽柴軍と対することになる。ためらいもなく別所のもとに走ったことから、貞光と村重は通じており、村重も疑われることになったという説を記している。
一方、天野忠幸は摂津国内の状況に着目し、織田政権の下での支配強化の動きに反発する摂津の国人や百姓の間で信長への反抗の動きが急激に高まり、彼らによる下からの突き上げを受けた村重は彼らに排除されるよりも先に彼らに呼応する形で信長との決別を選択したとする説を唱えている｡また天野はこれまで石山本願寺の地元でありながら石山戦争に対して中立の態度を取っていた摂津西部の一向門徒が村重の謀反を機に立ち上がり、終盤（花隈城の戦い段階）では本願寺と信長の停戦に反対する教如（顕如の長男）を支持する彼らが信長との戦いの主力になっていったとしている。
このように、様々な説があり何が原因で謀反に及んだのか、真相はよく解っていない。

## 戦いの状況
両者の争いは決定的になり、村重は織田軍に備えるため、
| 城名   | 有岡城 （本城） | 尼崎城 （大物城） | 大和田城     | 吹田城   | 高槻城   | 茨木城   | 多田城   | 能勢城   | 三田城   | 花隈城   |
| 城主名 | 荒木村重        | 荒木村次          | 安部仁右衛門 | 吹田村氏 | 高山右近 | 中川清秀 | 塩川国満 | 能勢頼道 | 荒木重堅 | 荒木元清 |

と広範囲に配置した。

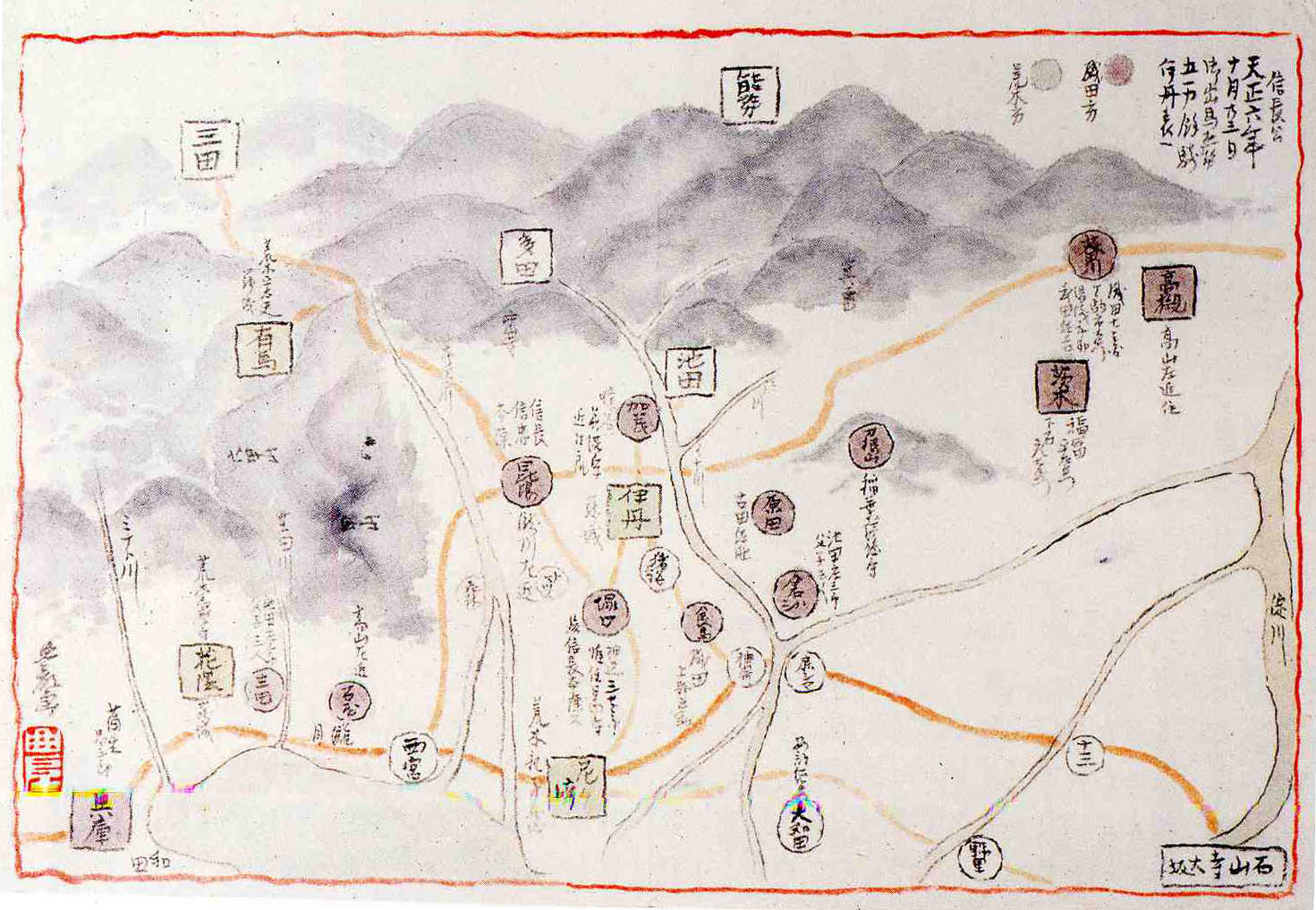
伊丹荒木軍記／伊丹市立博物館蔵

これは石山合戦の包囲網を備えるために信長が村重に命じて築城、修築させたりした城である。一方信長は石山本願寺と村重の両軍を敵に回すのは得策でないと考えたのか、村井貞勝を使者とし石山本願寺に和議を申し入れた。石山本願寺は毛利氏の承諾が必要とし、すぐには受諾しなかった。
そのような時、11月6日の第二次木津川口の戦いで織田水軍の鉄甲船が出撃し毛利水軍を大敗させた。補給路が途絶えた石山本願寺の戦力は幾分和らいだとみたのか、11月9日に信長は山城と摂津の国境にある山崎に5万の兵力で進軍、翌10日に滝川一益、明智光秀、蜂屋頼隆、氏家直昌、安藤守就らが茨木城を攻囲する一方、荒木軍の切り崩しにかかった。

### 高山親子の帰順
高槻城の高山友照・右近父子らの動向は、ルイス・フロイスの『日本史』に詳細に記録されている。
熱心なキリシタン大名である2人が荒木方についたことで、京都のキリスト教宣教師たちは震撼した。彼らは日本では「キリシタンたる者は、何ぴともその主君に背くべからず」と教えていたからである。また、高槻の町にいる多数のキリシタンたちが戦乱の犠牲になることも恐れた。
宣教師のニェッキ・ソルディ・オルガンティノは、右近に「いかなる事があっても信長に敵対してはならない。熟考するように」と通告し、右近は「人質さえ取り返せるならそうするが、どうすればこの難事を切り抜けられるか分からない」と返答した。この返答に、オルガンティノは信長がキリシタンを害するのではないかと心配した。
信長はオルガンティノに使者を遣わし、右近が荒木方につくことはキリシタンの教えにおいて許されぬことであり、荒木方につかないなら望み通りの金子と領地を与えると伝えた。オルガンティノは、右近が人質の処刑を恐れて動向を決めかねていること、彼の性格からして説得のために金や領地は必要ないこと、自分が彼を説得できるかどうか努力してみることを返答した。だが、事態は進展しなかった。
信長はオルガンティノを呼び出し、人質の奪回方法を協議した。ここで信長は、村重の差し出している人質と右近の人質を交換することを提案し、同時に、もし右近の人質が処刑された場合、それが右近の逆心や野心によるものではない旨を京都と堺に掲示させて右近が名誉を失墜しないように取り計らうことや、宣教師の望みを聞き入れて彼らの布教を助ける、などの条件を提示した。
これを聞いた高山父子は「人質さえ取り返せばただちに信長につくので、摂津への進撃は4、5日待ってくれ」と答えた（時系列から、信長が高槻の安満に布陣する前と思われる）。信長は、事を急がすためには宣教師たちを捕らえ、それを高山父子に知らせるのが得策だと考え、ジョアン・フランシスコ、ロレンソ了斎ほか2名を近江へ連行するよう命じた。オルガンティノもこれに合わせ、ロレンソに「もはや現世では会えないと信じているかのように別れを告げた、深い憂慮と苦悩に満ちた」書状をしたためさせ、自身も説得の書状を送った。
これらを受けた高槻城では荒木と荒木の家臣達への説得が続けられ、ついに「最初の領地以外は何も求めない」という条件で、信長に下る話がまとまる。しかし信長はこの条件を許さなかった。オルガンティノの「人質の件が解決するまでは高槻の地を焼き払わないでほしい」という約束は受け入れたものの、11月9日、信長はついに自ら摂津へと出陣した。
翌10日、信長は、オルガンティノを含めた京都の教会の人間全てを召還し、全力を尽くして右近を投降させるよう命じた。「そうするなら教会をどこにでも建ててよいが、やらないなら宗門を断絶する」と言ったという。オルガンティノはまたもや高槻城に使者を送ったが、すでに城の周囲には荒木の手の者がうろついており、疑心暗鬼になっていた高山友照は聞き入れず、城に入ろうとする使者を全て殺すよう命じた。佐久間信盛が高槻のキリシタン武士達に1万6000石の成功報酬を約束したりもしたが、何の成果もなかった。
オルガンティノは「最大の憂慮と不安」に陥った。彼はこのままだと信長が五畿内のキリシタンを滅ぼすだろうと思っていたし、実際に京都の教会は村井貞勝の家臣によって監視されており、信長の命令ひとつで襲撃できる状態にあった。
とうとうオルガンティノは、自ら高槻城へ赴いて説得を行うことを決めた。たとえ失敗しても、これでできる限りの義務は果たしたことになると考えたのである。先の通り、高槻城の兵が彼を殺すことが予想されたので、オルガンティノはロレンソと2人で信長の元から逃亡してきたように偽装し、高槻城に保護されることに成功した。城に入ってすぐ高山友照に会えたので、オルガンティノは偽装のことは隠しつつ彼に投降する意志があるかどうかを探ろうとしたが、何も得られず、右近には会うことすらできなかった。この状況を信長に報告しようにも、監視を4人もつけられてしまい、もはやどうすることもできなかった。
万事休すかに見えたところへ、右近が家臣に説得されたとの知らせが入る。右近が見出した解決法は、人質とキリシタンの両方を救うため、剃髪して領地・俸禄・家臣全てを返上するというものであった。兵や城をもって信長に加勢するわけではないから人質は処刑されないだろうというわけである。
午後10時頃、右近は父への書状を残すと、この策については伏せたまま「オルガンティノとロレンソを逃がしてやる」という名目を装って家臣と共に城外へ出た。その場で右近は決心を語り、脇差で髪を切ってしまった。家臣は驚愕して止めたが、右近は二刀・肩衣・頭髪を彼らに渡すと、服を脱いで下に着ていた紙の衣だけになり、オルガンティノ・ロレンソと共に信長のもとへ向かった。
残された家臣達は城へ戻り、友照も信長に投降させるにはどうすればいいかを話し合い、城の各所を占拠することにした。この間、友照はずっと眠っていたが、右近の残した書状を見せられると呆然とし、右近がいるはずの天守閣やその他各所が閉鎖されているのを見ると激怒した。友照はひとしきり暴れた後、有岡城へ行き、人質の身代わりになることを申し出、許された。
11月16日、右近は信長の元に赴き礼を述べた。信長は喜び、右近に着ていた小袖と馬、および摂津・芥川郡を所領として与えた。
こうして高槻城は信長の軍門に降った。結局、友照と人質が処刑されることはなかった。

### 本格的な攻防へ

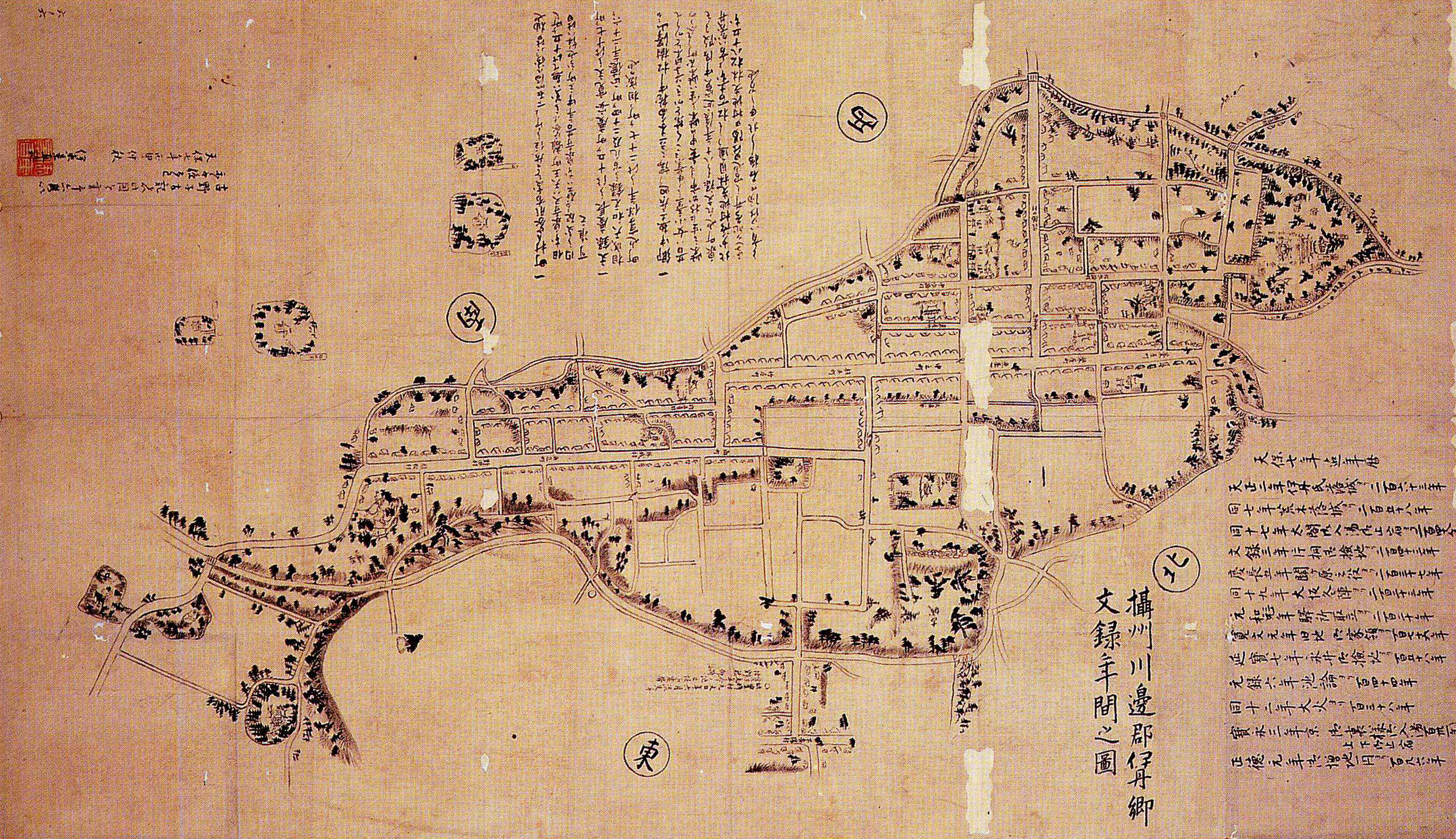
文禄伊丹之図/伊丹市立博物館蔵

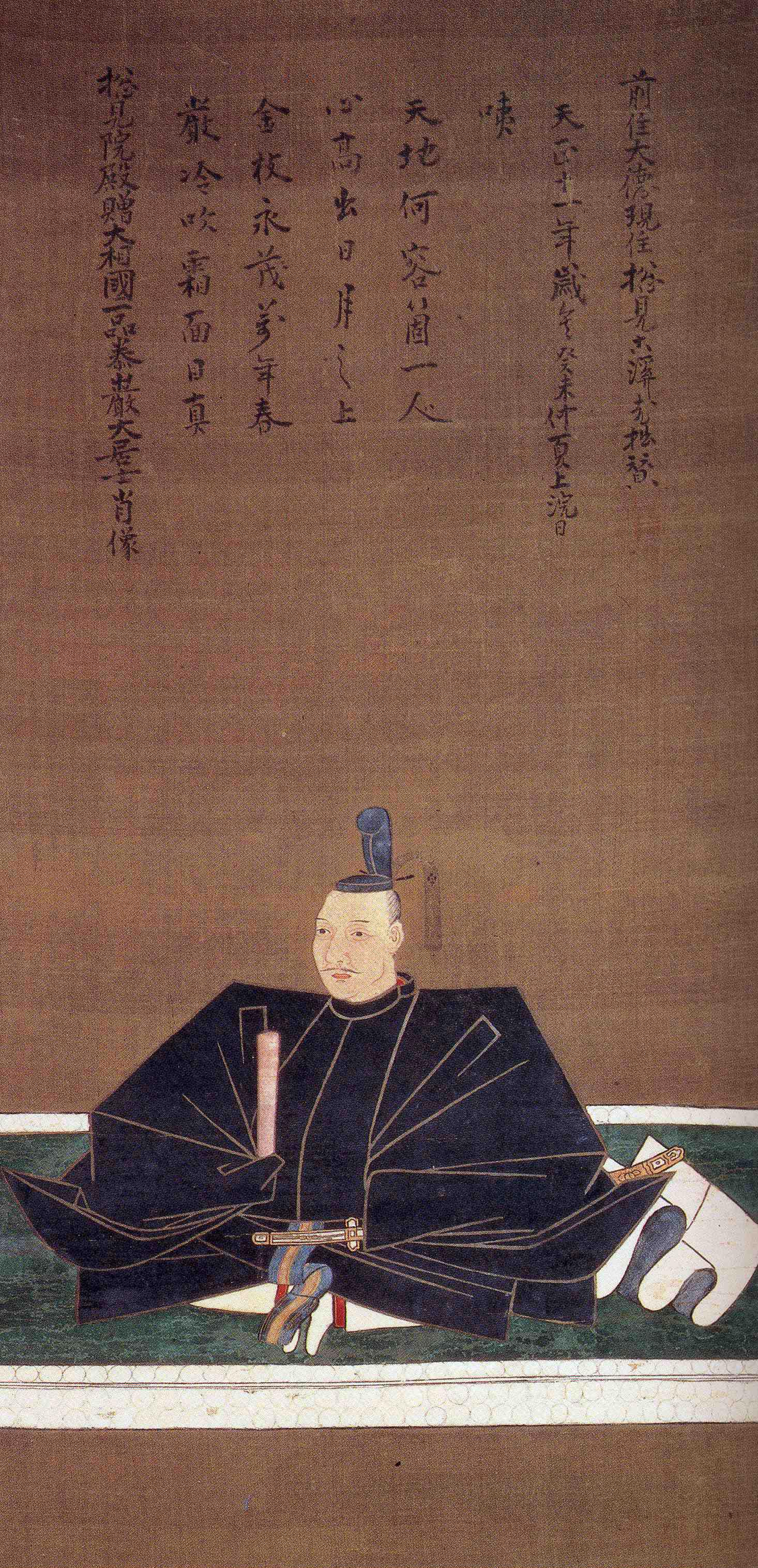
織田信長像/神戸市立博物館蔵

右近についで茨木城の中川清秀、宮原城の小岸存之も帰服し、大和田城、多田城、三田城が信長に寝返ったため村重は孤立した。その上荒木軍の兵は逃亡、1万〜1万5千の軍勢は5千にまで減じた。
ここに至り戦局有利と見た信長は石山本願寺との和平交渉を打ち切り、11月14日、滝川一益、明智光秀、蜂屋頼隆、氏家直昌、安藤守就、稲葉良通、羽柴秀吉、細川藤孝軍と荒木村重軍の先鋒隊が激突した。この時の様子を『信長公記』では
と記している。その後信長も有岡城と猪名川を挟んだ古池田（池田城）に本陣を移して有岡城を攻囲した。池田城は村重の元居城で、この当時は廃城になっていたと思われている。織田軍は、まず別動隊として動いていた滝川一益、丹羽長秀隊が同年12月4日兵庫の一ノ谷を焼き払い塚口付近に布陣した。
本格的な攻城戦は12月8日酉刻（午後六時頃）からで、まず織田軍の鉄砲隊が有岡城に乱射し、次いで弓隊が町屋を放火した。しかし有岡城は戦国時代の城としては珍しい総構えの城で守りが堅く、夜の暗さで攻め切れず、逆に戦闘が終了した亥刻（午後十時頃）には織田軍は万見重元ら多くの近臣と2千兵を失うことになる。その後信長は有岡城の周りを固めて11日には古池田まで陣を戻し、15日には安土城に帰城してしまった。『信長公記』では有岡城の記述が減っていき、信長が鷹狩りを楽しんでいる記述が増えてくるが、このことより『町を放火候なり』によると「信長は一旦持久戦に持ち込むことにした」と解説している。12月8日の戦いが思いのほか損害が大きかったことから力押しの攻城戦を変更し、兵糧攻めに切り替えられたと思われている。

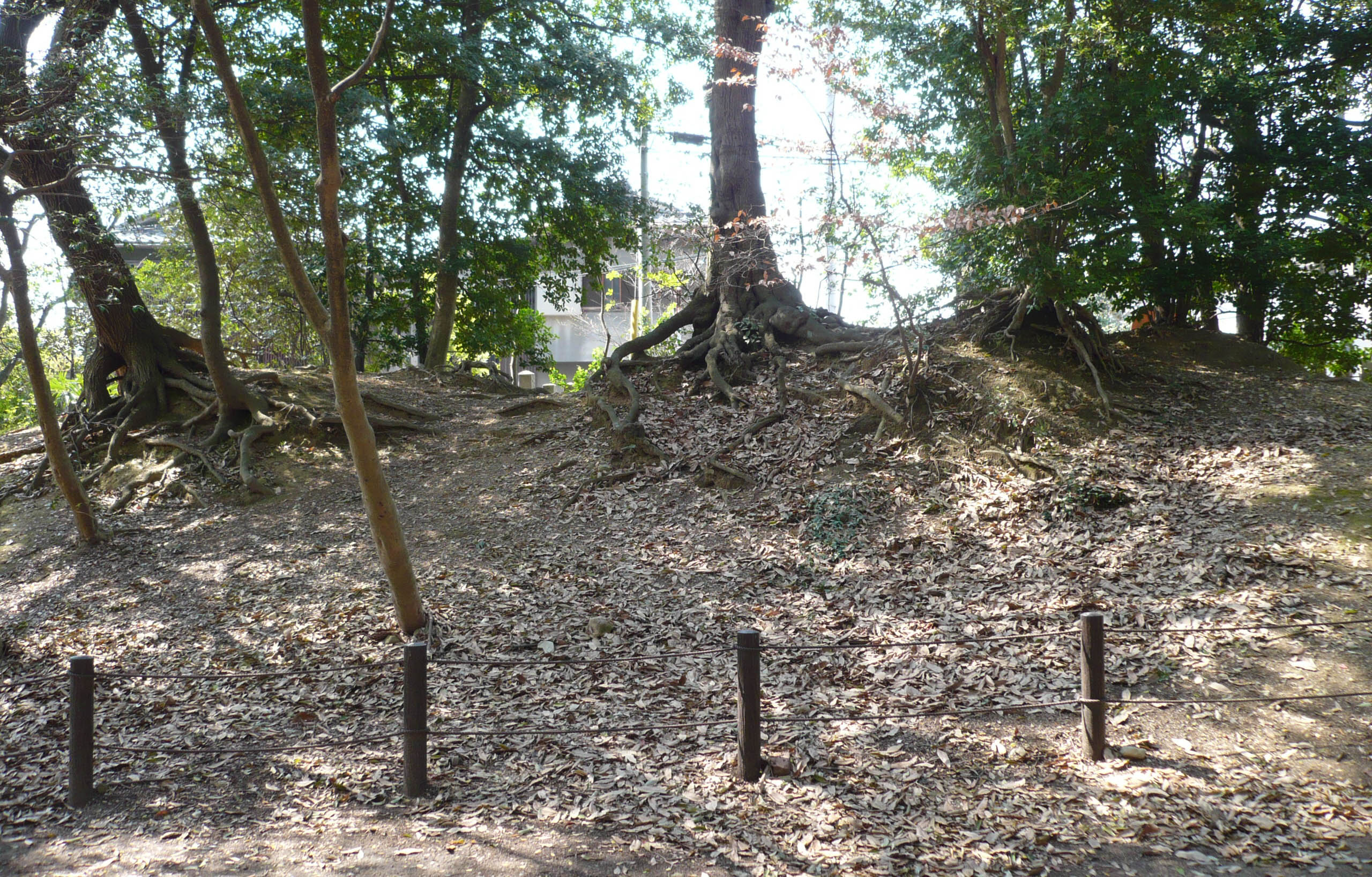
北ノ砦の土塁跡/猪名野神社に位置する

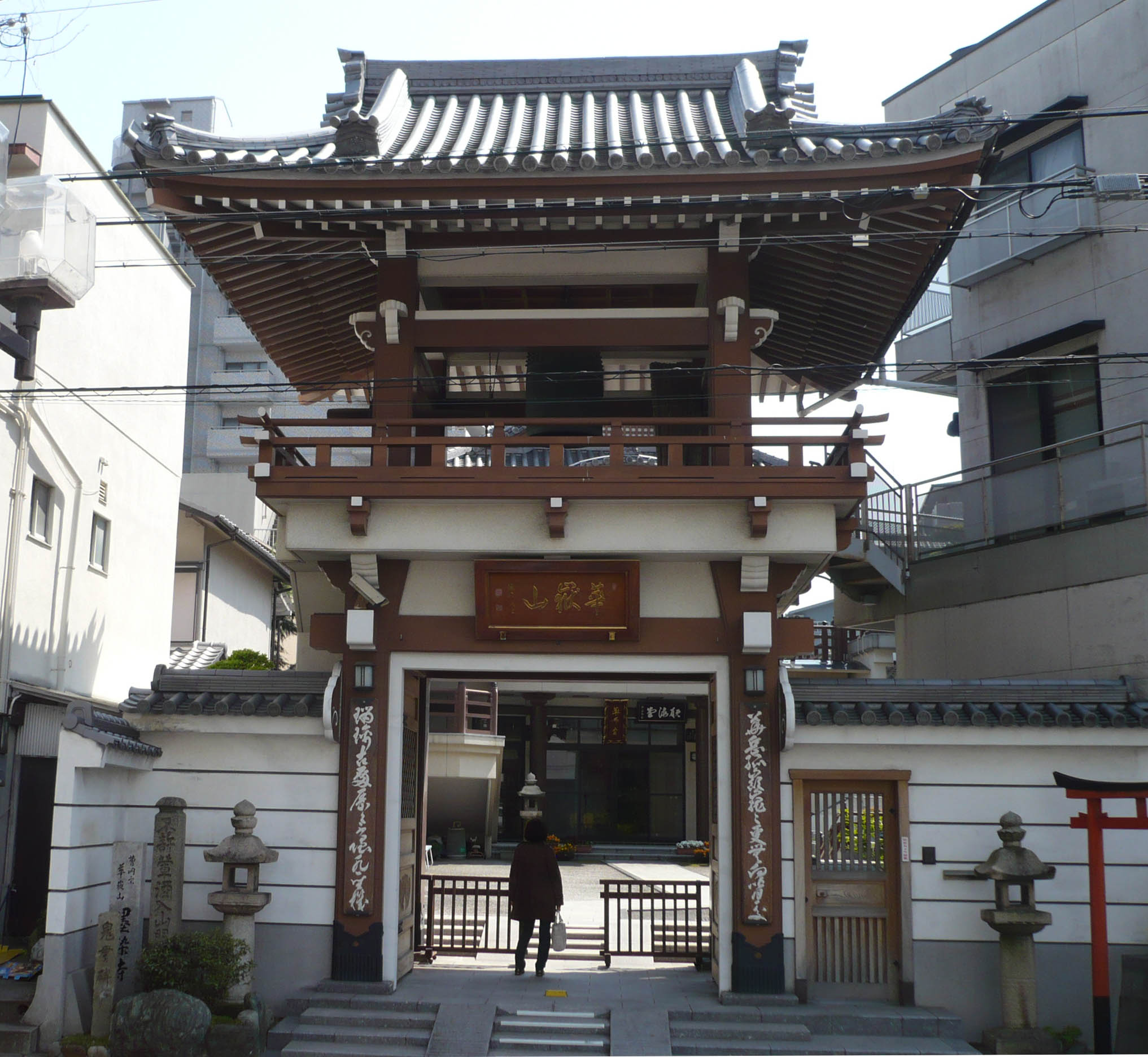
現在の上臈塚砦周辺/墨染寺に位置する

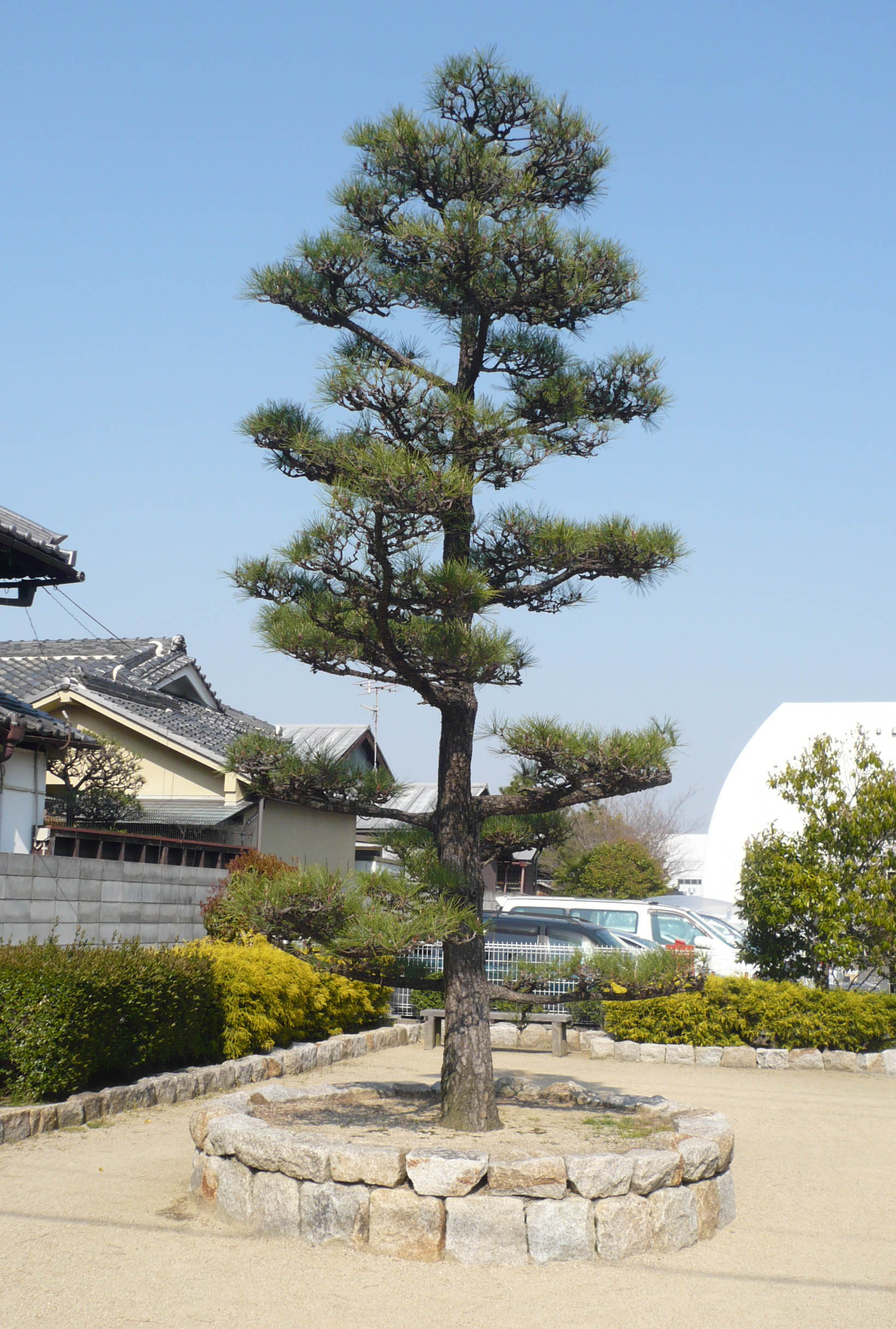
現在の鵯塚砦周辺

有岡城は東西に400m、南北に600mからなる大城で、発掘調査から有岡城の土塁の下から石垣積みが発見され、墓石などの転用石材があり石垣の先駆ではないかと注目されている。また日本で最初の天守が備えていたと言われており、城内には北ノ砦、上﨟塚砦、鵯塚砦、岸ノ砦、昆陽口砦などが築かれており堅城であった。これに対抗して『信長公記』では織田軍の布陣の様子を、
としており、有岡城に対する砦のようなものが建てられた。織田軍は有馬から山崎までの広範囲に布陣して長期化の様相となってきた。
村重は毛利軍と石山本願寺軍の後詰を期待していたが増援軍は現れなかった。食糧も欠乏しつつあり、士気を高めるため信長の嫡男・織田信忠隊がいる加茂砦に翌天正7年（1579年）の正月明け夜襲をかけた。加茂砦には信忠が率いる美濃・近江3千兵が陣を張っていて、そこに村重自身が指揮をとり5百兵を北ノ砦より出撃させ3町離れた加茂砦の西方より火を放って切りかかった。また東に待ち伏せていた一隊は、逃げてくる敵を押しつつ討ち取っていった。
加茂砦の急襲を知った刀根山砦にいた兵たちが直ちに信忠隊の救援に駆け付けたが、馬や兵糧を奪われて加茂砦は炎上した後だった。信忠は無事であったが「荒木村重軍強し」との評判は京都まで伝わり今様が流行るまでにいたった。織田軍はその後警戒が厳重になり、信長自身も有岡城に督戦に訪れたりした。同年4月18日に有岡城方より討って出て有岡城の城兵3兵が討ち取られたようだが、それ以外の記述はなく9月までの戦闘経緯は不明である。
9月2日夜半、村重は5,6名の側近を引き連れ、夜間に船で猪名川を下って、嫡男村次がいる尼崎城（大物城）へ移っていった。この時の様子を｢忍び有岡の城を出立づ。共に乾助三郎に重代相伝の葉茶壺を負はせ、阿古とて、常に膝下に召使ひし女を召具しけり｣(『陰徳太平記』)としている。『戦国の武将たち』によると、この「阿古」なる人物は村重の側室で身辺を警護する女武者ではなかったかと解説している。また「村重に反意あり」としていた細川藤孝は、
という歌を詠んで、突然城と家族を捨て茶道具と共に夜逃げした村重を皮肉った。絶望的な戦いに命が惜しくなって逃げ出してしまったという解釈もあるが、｢荒木家老の者共さし寄りて村重を諫めて云く、つらつら城中の形勢を見るに、毛利家の援兵も今は頼み少なく、徒らに月日を送り給う故、兵糧甚だ乏しく成り候。此上し別に行も候はじ、只早く大将尼崎へ御出有りて、中国・西国の諸将を語らはれ候はば、定めて援兵を出さるべきかにて候。先ず一旦城中を忍びて御出ありて、随分御智謀をめぐらされ候へと、衆口一舌に勧めけり。村重是を聞きて、実に是もさる事也、妻子諸軍士共のためなれば、いかにもして忍び出で謀ほめぐらすべき候｣(『陰徳太平記』)と記している。三木合戦もそうであったが、毛利氏は援軍の約束をしながら、花隈城や尼崎城を通じて兵糧補給をしていたが、1年経っても援兵は来ないので、このままでは城を持ちこたえるのは不可能と判断し、家臣を使者としても効果はなく、村重自ら安芸に出向き毛利氏と直接交渉しようとしたのではないかと説明している。『戦国の武将たち』では「茶道具は毛利への手土産とみることができる」としている。また、天野忠幸は毛利軍から支援を受ける上で内陸の有岡城の不利を指摘し、むしろ戦略的判断から海岸沿いの尼崎へと移ったとする。
村重の逃亡は伏せられていたが、信長の間者に知られるところとなり、12日に有岡城の攻城軍の半数を信忠が総大将として尼崎城へ向かわせた一方、滝川一益は調略を開始した。上﨟塚砦にいた砦の守将の中西新八郎と副将の宮脇平四郎に村重の逃亡の事実を使い寝返りを誘い、それに成功した。一益は「進むも滝川、退くも滝川」といわれた戦術家で、調略の才も秀でていた武将であった。
10月15日亥刻（午後十時頃）、織田軍は有岡城に総攻撃を開始した。有岡城の城兵はただちに各砦へ配置し臨戦態勢を整えた。しかし上﨟塚砦に押し寄せた滝川隊は、何の抵抗も受けることなく城内へ侵入した。これは中西新八郎と宮脇平四郎のみが裏切ったわけではなく、中西らの説得に応じた守備兵力の足軽大将らが加わったためである。
総構えの有岡城であったが内側からの攻撃には弱いため､守備兵は討ち取られていき、北ノ砦の渡辺勘太郎、鵯塚砦の野村丹後の両大将は降伏を申し出たが受け入れられず､切腹した。増援軍の雑賀衆も白兵戦には弱くほぼ全滅した。総構えの城とは城内に百姓、町人の住居も多数ある。織田軍は城内を焼き討ちにし郷町から侍屋敷へ火の手が広がっていった。非戦闘員は二の丸に逃れたが、そこに織田軍が突入してきたので本丸に後退していった。本丸は三方を堀で囲まれ、南側は空堀を隔てて二の丸に面しており、織田軍も本丸への侵入は不可能であった。
11月19日、城守をしていた荒木久左衛門は開城を決意、津田信澄が接収部隊を率いて本丸に入城した。ここに有岡城の戦いの戦闘は終結することになる。

## 戦後の影響

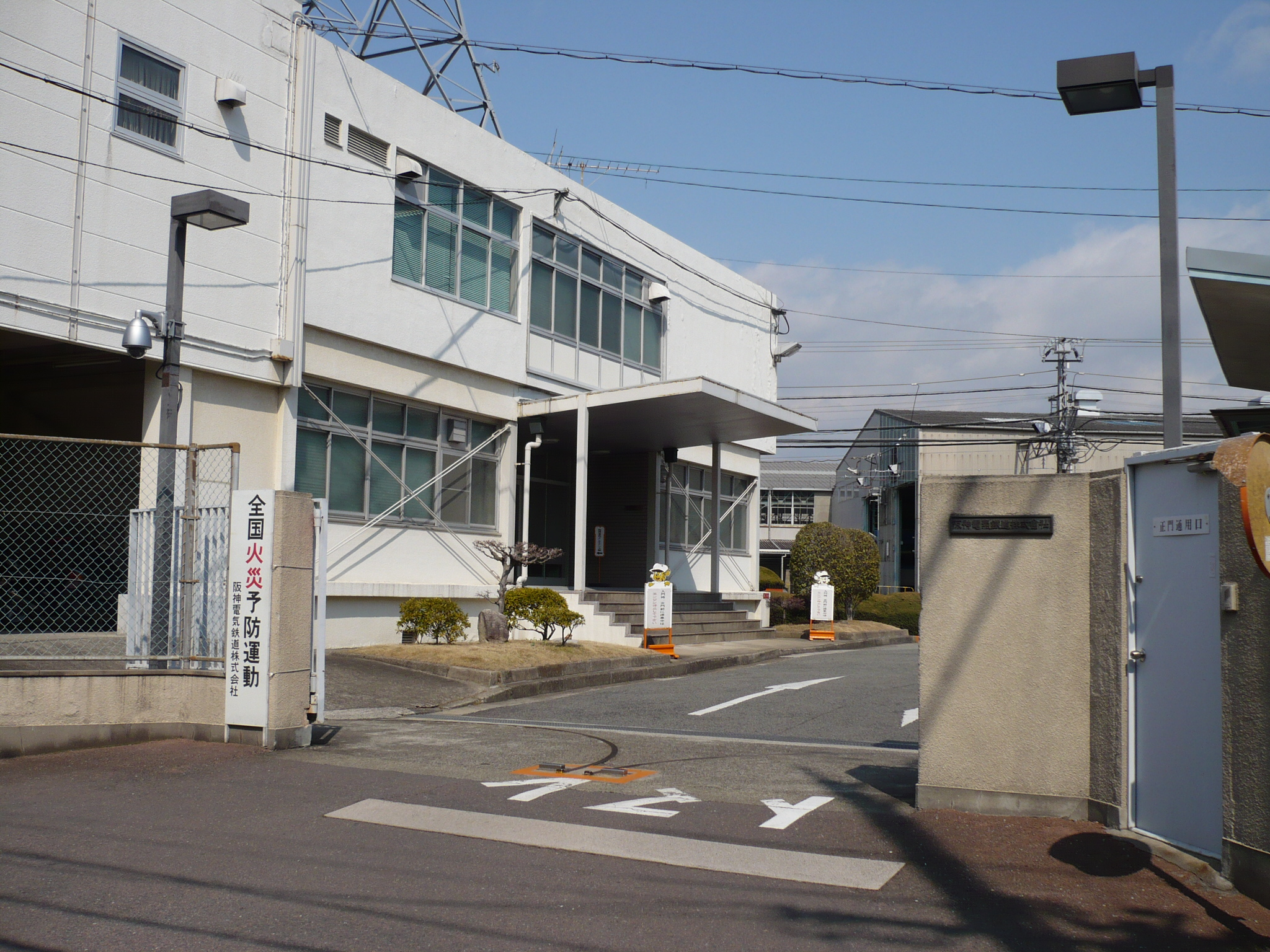
大物城（尼崎城）の推定地/現在は阪神電車車庫となっている

荒木久左衛門が開城を決意したのは、信長から講和の呼びかけがあり「荒木村重が尼崎城と花隈城を明け渡すならば、本丸の家族と家臣一同の命は助ける」とした為である。久左衛門は手勢300兵を率いて尼崎城に向かったが、村重はこの説得に応じなかった。フロイス日本史では、村重は大坂の仏僧（＝石山本願寺）と協議したが、仏僧は全然同意しなかったとある。『戦国の武将たち』によると、この時尼崎城には毛利氏、石山本願寺、雑賀衆の御番衆もいたので、村重の意見は通らなくなってしまったとしている。村重の説得を約束していた久左衛門は信長に顔向けできないと思ったのか、300兵ともども姿をくらましてしまった。この時の様子を『信長公記』では
としている。この報告を聞いた信長は、
とした。「侫人」（ねいじん）とは村重や約束を守らない久左衛門らを指しており、不憫と思いながらも「荒木一族は武道人にあらず」と人質全員を処刑するように命じた。まず村重の室（継室もしくは側室）だしら荒木一族と重臣の併せて36名が妙顕寺に移送、ついで12月13日辰刻（午前9時頃）に尼崎城の近く、信忠が陣をはっていた七つ松に有岡城の本丸にいた人質が護送され、97本の磔柱を建て家臣の妻子122名に死の晴着をつけ、鉄砲で殺害されたようである。それが終わると男性124名、女性388名が四軒の農家に入れられ、生きたまま農家ごと火をつけたようである。この時の状況を『信長公記』では
と記しており、臨終の状況がうかがい知れる。一方妙顕寺に移った36名は、同時刻に妙顕寺を出立し京市中引き回しの上、六条河原で首を討たれていった。この中には久左衛門の息子荒木自然（自念、14歳）、懐妊中であった荒木隼人介の妻（20歳）も含まれている。
| 荒木一族と重臣衆 | 36名                 |
| 家臣の妻子衆     | 122名                |
| それ以外の人質衆 | 男性124名、女性388名 |
| 合計             | 約670名              |

その後村重は12月中に尼崎城を抜け出し、花隈城に移動してくる。そして花隈城の戦いへと続いていき、ここでも敗れると毛利氏のもとに亡命していく。
なお、高山右近の人質は彼に返却。高山友照は越前で牢に入れられ、しばらく後に許されている。

## 逸話

### 神呪寺城、鷲林寺城

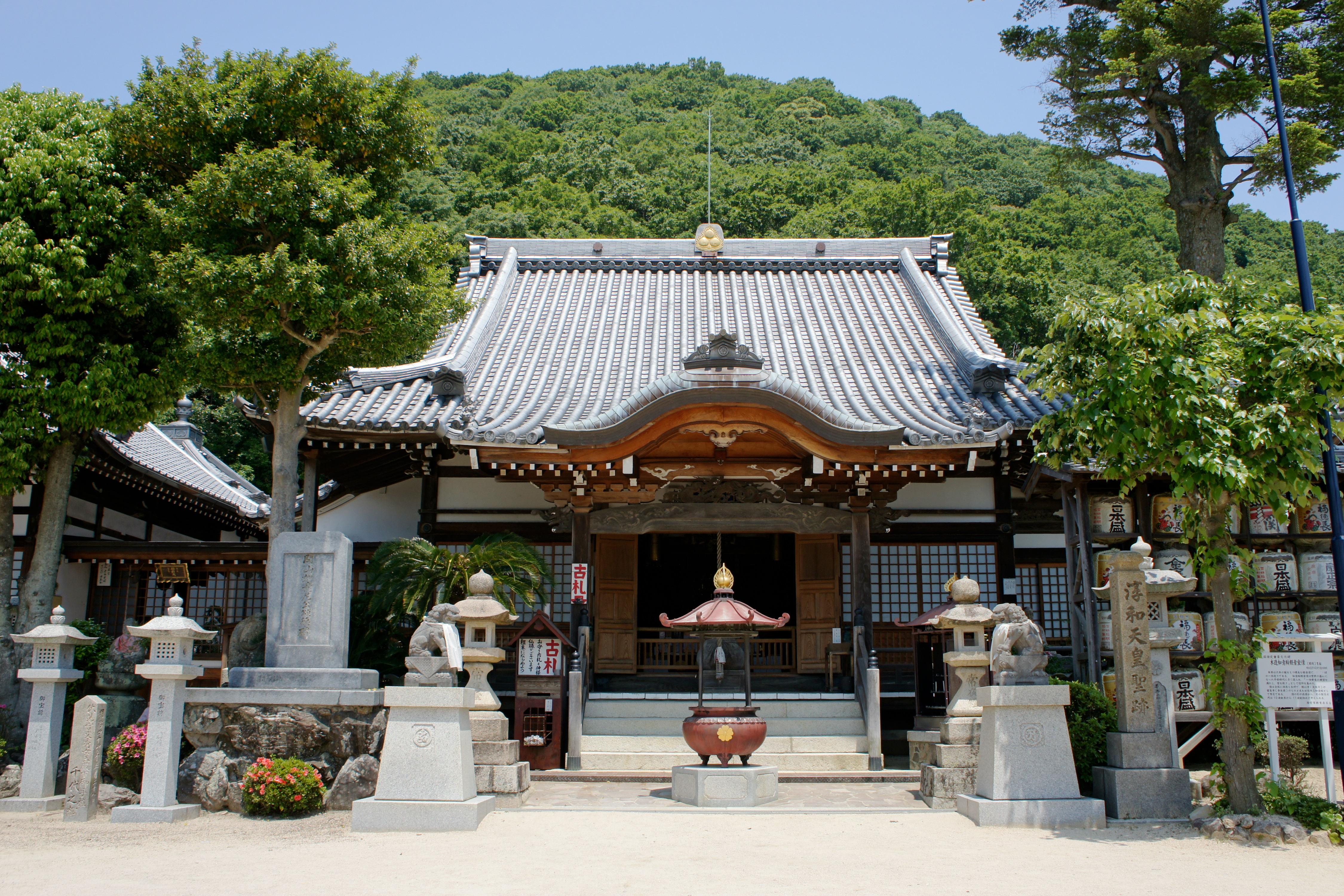
現在の神呪寺の本堂

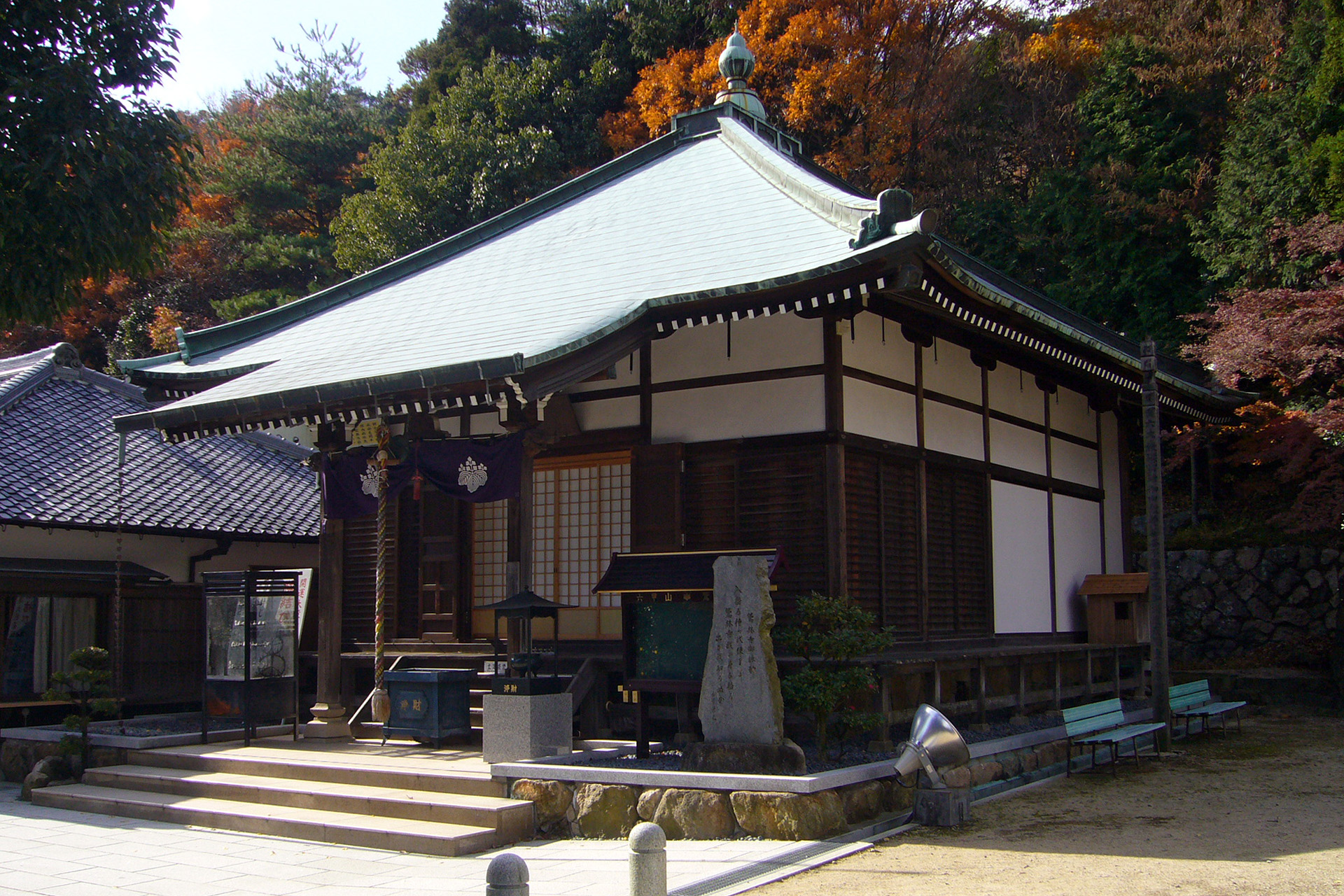
現在の鷲林寺の本堂

有岡城の戦いは、有岡城とその周辺で行われた戦いだけではなく、六甲山脈でも行われていた。
毛利の援軍は来援しなかったが兵糧は補給し続けていて、当初は尼崎城に陸揚げされ有岡城に届けられていたが、次第に織田軍の砦が築かれると、尼崎ルートの補給路は使えなくなり、花隈城に一旦陸揚げした物資を神呪寺城、鷲林寺城や宝塚の洞窟に一旦保管し、その後夜間に昆陽野を横切り有岡城に運ぶルートを使っていた。
神呪寺城、鷲林寺城は三好長慶の時代は越水城の支城となっており、この戦いの時は越水城が廃城となり有岡城の支城となっていたと考えられている。当時の神呪寺（寺院が城のようになっていた）は現在より広範囲に寺院があったと思われ、池田市、豊中市、尼崎市まで眺望がきき、『郷土の城ものがたり』によると神呪寺城、鷲林寺城は烽火城（烽火のための砦）で織田軍の動きを烽火で知らしていたとも記している。補給路を断つためか、烽火城を潰すためかは不明だが、「御断わりも申し上げず曲事」と信長は激怒し兵を六甲山中や神呪寺城、鷲林寺城に向けた。この時の様子は「山々をさがし、あるいは斬りすて、あるいは兵糧その外、思い思いに取り来ること、際限なし」と記されている。略奪を繰り返し、神呪寺城、鷲林寺城以外の補給基地となっていた六甲山系の寺院も発見され焼かれていった。